# Хомолови
Парк штата Аризона «Руины Хомолови» (англ. Homolovi Ruins State Park) занимает площадь около 18 км². Здесь находится около 300 археологических памятников культуры анасази, в том числе руины 7 зданий, возведённых в период 1260—1400 годов нашей эры. На языки хопи слово Homol’ovi означает «место небольших холмов». Парк расположен в полутора километрах к северу от города Уинслоу в штате Аризона. Здесь проходят исторические выставки, культурные программы и другие мероприятия.
Два из семи сооружений в Хомолови открыты для посетителей. Хомолови II, крупнейшее и лучше всего раскопанное сооружение, имеет боковой спуск. Оно было сооружено и населено в период 1330—1400 годов, в нём имелось около 1200 комнат. По мнению археологов, обитатели Хомолови торговали хлопком в обмен на керамику с жителями Хопи-Месы. Среди руин обнаружены три больших прямоугольных площади, около 40 кив и несколько групп домов-колодцев, населённых в период до 1260 годов. В некоторых местах видны петроглифы.
Четыре из сооружений включены в Национальный реестр исторических мест.
Вход в парк расположен на Аризонском шоссе, 87. Парк открыт круглогодично. Ежедневно посетители могут посещать руины с 6:30 утра до 7:00 вечера. Центр приёма посетителей работает с 8:00 утра до 5:00 вечера ежедневно, кроме Рождества.
В центре посетителей представлены артефакты древних пуэбло — обломки керамики, корзины и др., а также краткий обзор истории юго-запада США. В продаже имеются современные произведения искусства народа хопи.
Также на территории парка расположено мормонское кладбище, оставшееся от поселения Сансет, основанного в конце 1870-х годов.